# Gunupur
Gunupur is een stad en “notified area” in het district Rayagada van de Indiase staat Odisha.

## Demografie
Volgens de Indiase volkstelling van 2001 wonen er 21.196 mensen in Gunupur, waarvan 50% mannelijk en 50% vrouwelijk is. De plaats heeft een alfabetiseringsgraad van 63%.

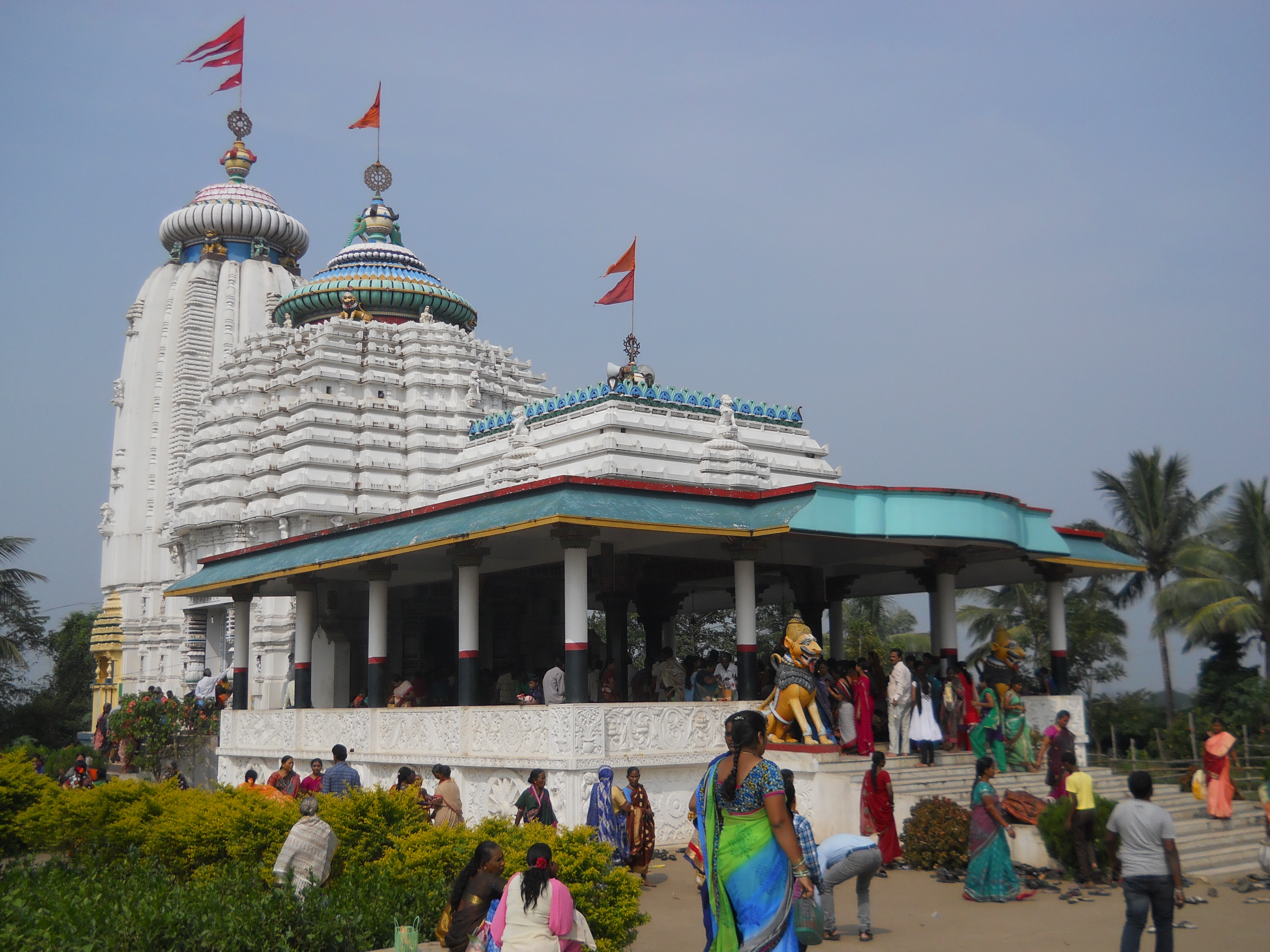
Tempel in Gunupur